# チャールズ・ウィンダム (第2代エグレモント伯爵)

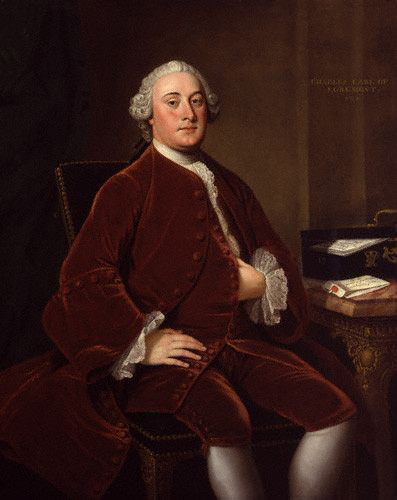
ウィリアム・ホーアによる肖像画、1762年。

第2代エグレモント伯爵チャールズ・ウィンダム（英語: Charles Wyndham, 2nd Earl of Egremont PC、1710年8月19日 – 1763年8月21日）は、グレートブリテン王国の貴族、政治家。

## 生涯

### 生い立ち
第3代準男爵サー・ウィリアム・ウィンダムとキャサリン・シーモア（Catherine Seymour、第6代サマセット公爵チャールズ・シーモアの娘）の息子として、1710年8月19日に生まれ、30日にセント・マーティン・イン・ザ・フィールズで洗礼を受けた。1719年よりウェストミンスター・スクールで教育を受け、1725年5月4日にオックスフォード大学クライスト・チャーチに入学した。その後、1728年から1730年までジョージ・リトルトン（後の初代リトルトン男爵）とヘンリー・バサースト（後の第2代バサースト伯爵）とともにグランドツアーに出て、ドイツ、フランス、イタリアを旅した。
父がトーリー党の重鎮で、1715年ジャコバイト蜂起ではジェームズ老僭王を支持したとしてロンドン塔に投獄された経緯があり、ウィンダムも父の存命中はトーリー党の一員として行動したが、1740年に父が死去するとトーリー党から離脱してホイッグ党に接近するようになった。

### 庶民院議員
トーリー党に属し、1734年イギリス総選挙でローンストン選挙区から出馬して落選したが、翌年4月にブリッジウォーター選挙区の補欠選挙で当選した。議会では野党の一員として投票したが、1741年イギリス総選挙でジョージ・バブ・ドディントンの裏切りに遭って敗北した。この選挙ではウィンダム、ドディントン、ヴィアー・ポーレット閣下の3人が出馬しており、うちポーレットが与党の候補でウィンダムとドディントンが野党の候補であり、定数は2人だった。首相ロバート・ウォルポールははじめポーレットの当選とドディントンの落選に向けて活動したが、ドディントンはポーレットと手を結び、与党側からも票が流れてきたことでドディントンとポーレットが当選した。ただし、同じくトーリー党に属する初代ゴア伯爵ジョン・ルーソン＝ゴアが保険としてアップルビー選挙区でもドディントンを当選させていたため、議席に空きが生じ、ウィンダムは1742年1月に行われたアップルビー選挙区の補欠選挙で議員に返り咲いた。また、1740年6月17日に父が死去すると、準男爵位を継承した。
1742年にウォルポール内閣が倒れると、ウィンダムは与党に転じ、第2代カートレット男爵ジョン・カートレット（後の第2代グランヴィル伯爵）を支持した。これによりトーリー党からの支持を受けられなくなったため、1747年イギリス総選挙ではトーントン選挙区に転じて再選した。このとき、コッカーマス選挙区でも当選したが、トーントン選挙区の代表として議員を務めることを選択した。この頃よりグランヴィル派からニューカッスル公爵派に転じている。

### 貴族院議員
1750年2月7日に母方の伯父にあたる第7代サマセット公爵アルジャーノン・シーモアが死去すると、エグレモント伯爵位の特別残余権（special remainder）に基づき爵位を継承した。このとき、公爵が所有していたコッカーマスとペットワースの領地も継承したものの、イングランド北部での領地はほとんど顧みず、ペットワースに住んだという。
貴族院での弁論に関わることは少ないものの、1757年4月に第2代テンプル伯爵リチャード・グレンヴィル＝テンプルから「将来は2人目のピットになるに違いない」と評価され、同年夏に第2代ウォルドグレイヴ伯爵ジェイムズ・ウォルドグレイヴが組閣を試みたとき、ヘンリー・フォックスから国務大臣の就任を打診された。このときまでにフォックスに接近したエグレモントははじめ許諾したものの、後にそれを撤回した。

### 国務大臣就任と死去
1761年春にアウクスブルクで行われる予定だった七年戦争の講和会議では大ピットとニューカッスル公爵の推薦を受けてイギリス代表の1人になった。この講和会議は最終的には開催されなかったが、エグレモントは同年7月8日に枢密顧問官に任命され、同年10月に大ピットが南部担当国務大臣から辞任すると、マンスフィールドの推薦を受けてその後任になった。以降ビュート伯爵内閣とグレンヴィル内閣でも留任した。
就任してすぐフランス・スペイン間の第三次家族協約への対応に追われ、スペインとの交渉にかかりきりだった。エグレモントはまず国王と議論して、首相の第3代ビュート伯爵ジョン・ステュアートに知らせないまま在スペインイギリス大使の第2代ブリストル伯爵ジョージ・ハーヴィーに交渉を命じ、イギリスがスペインへの敵意を有さないことを約束しつつ、家族協約にイギリスの利益を損害する内容が含まれない證明を引き出そうとした。しかし、エグレモントは対スペイン交渉において譲歩の意思を見せず、結局交渉は決裂、イギリスは1762年1月4日にスペインに宣戦布告した（英西戦争 (1762年-1763年)）。
直後の1762年3月に卒中を起こして危篤状態に陥ったと報じられるが、すぐに回復し、以降1762年中を通してフランスとの講和交渉にあたった。イギリスがスペイン領ハバナを占領していたため、エグレモントはジョージ・グレンヴィルや初代マンスフィールド男爵ウィリアム・マレーとともに、ビュート伯爵の講和政策（講和を何よりも優先させる政策）に反対したが、講和条約の交渉役である第4代ベッドフォード公爵ジョン・ラッセルはエグレモントが在イギリスフランス大使ニヴェルネー公爵との会談で譲歩したため、「フランスはパリで失ったものをロンドンで取り返した」と訴え、ビュート伯爵と国王ジョージ3世もベッドフォード公爵を支持した。そのため、同年夏にエグレモントをアイルランド総督に転出させ、閣内分裂を防ごうとする動きがあったが失敗に終わり、2人の関係は悪化した。やがてエグレモントはビュート伯爵やほかの閣僚を説得、11月2日の予備講和条約が締結されたときにはハバナをスペイン領フロリダと交換させることに成功した。この一連の政争について、リチャード・リグビーはエグレモントがベッドフォードを憎んだため攪乱に動いたと指摘、フォックスはエグレモントよりもグレンヴィルとマンスフィールドを責めるべきとの見解を表明した。
1763年4月にビュート伯爵が首相を辞任すると、グレンヴィルが後任になり、エグレモントと北部担当国務大臣の第2代ハリファックス伯爵ジョージ・モンタギュー＝ダンクと三頭政治を組んで国王の意向を政策に反映しつつ、ビュート伯爵の「秘密の影響力」に対抗した。このことについて、エグレモントは同年5月にビュートになんらかの影響力が残っていることが発覚した場合、自身は即刻辞任すると表明するほどの強硬な態度を示した。
その後、ジョン・ウィルクスの誹謗文書事件への対応に追われる中、1763年8月21日にピカデリーのエグレモント・ハウスで卒中を起こして死去、息子ジョージ・オブライエンが爵位を継承した。

## 名誉職
- 1751年 – 1759年、カンバーランド統監（英語版）[1]
- 1751年4月18日 – 1763年8月21日、カンバーランド首席治安判事（英語版）[9]
- 1755年2月22日 – 1763年8月21日、カンバーランド海軍次官（英語版）[10]
- 1761年7月8日、枢密顧問官(PC)[1]
- 1762年 – 1763年、サセックス統監（英語版）[1]

## 人物
ホレス・ウォルポールによると、第2代エグレモント伯爵は「偉大なサー・ウィリアム・ウィンダムの息子、老サマセット公爵の孫として生まれ、父の能力より公爵の並外れた高慢さのほうを遺伝してしまったが、ユーモアに溢れていた」という。ウォルポールはさらにエグレモント伯爵を「実業の知識も、議事の才華もない」（had neither knowledge of business, nor the smallest share of parliamentary abilities）と酷評したが、ブリタニカ百科事典第11版はこれを過小評価だとしている。
19世紀の歴史家である第5代スタンホープ伯爵フィリップ・スタンホープはエグレモントが高位の官職についた理由を父の第3代準男爵サー・ウィリアム・ウィンダムの名声に帰したが、英国人名事典では（父がトーリー党に属したのに対し）エグレモントが政界において早い時期からホイッグ党の指導者と親しかったことを理由に、スタンホープの見解を「批判にほとんど耐えられない」（scarcely tenable）と評した。

## 家族

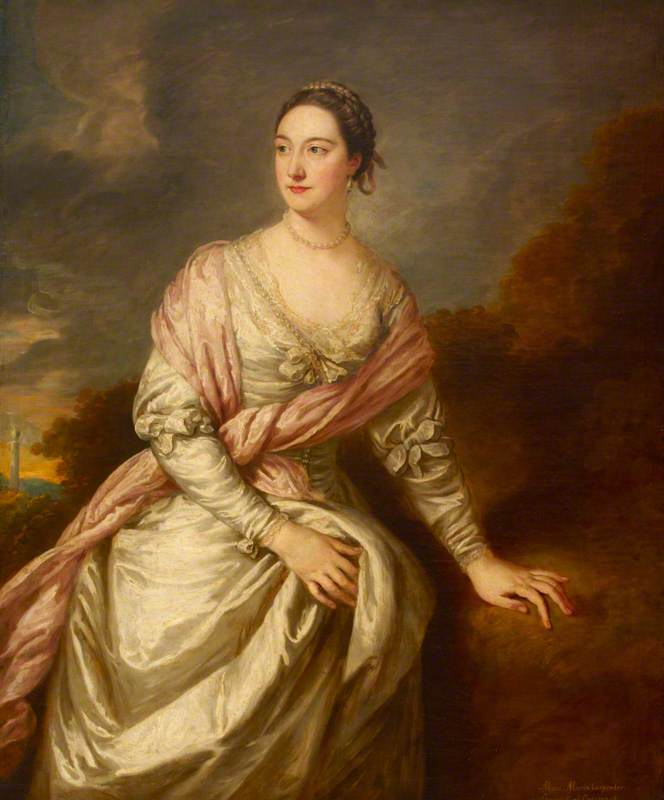
エグレモント伯爵夫人アリシア・マリア。ウィリアム・ホーア画、1762年。

1751年3月12日、アリシア・マリア・カーペンター（1794年6月1日没、第2代カーペンター男爵ジョージ・カーペンターの娘）と結婚、4男2女をもうけた。
- ジョージ・オブライエン（英語版）（1751年 – 1837年） - 第3代エグレモント伯爵
- エリザベス（英語版）（1752年 – 1826年） - 1771年7月15日、初代カーナーヴォン伯爵ヘンリー・ハーバートと結婚、子供あり
- フランシス（英語版）（1755年 – 1795年） - 1776年8月30日、初代ロムニー伯爵チャールズ・マーシャムと結婚、子供あり
- パーシー・チャールズ（1757年 – 1833年） - 庶民院議員[12]
- チャールズ・ウィリアム（英語版）（1760年 – 1828年） - 庶民院議員。アンナ・バーバラ・フランシス・ヴィリアーズ（Anna Barbara Frances Villiers、1832年4月21日没、第4代ジャージー伯爵ジョージ・ヴィリアーズ（英語版）の娘）と結婚
- ウィリアム・フレデリック（英語版）（1763年 – 1828年） - 外交官。1784年7月21日、フランシス・メアリー・ハーフォード（Frances Mary Harford、第6代ボルティモア男爵フレデリック・カルバート（英語版）の庶出の娘）と結婚、子供あり。その後再婚した